# (20584) Brigidsavage
(20584) Brigidsavage (1999 RP159) – planetoida z grupy pasa głównego asteroid okrążająca Słońce w ciągu 4,99 lat w średniej odległości 2,92 j.a. Odkryta 9 września 1999 roku.